# عقرقوف
ناحية عقرقوف هي إحدى نواحي قضاء أبي غريب في محافظة بغداد في العراق.
تعد زقورة عقرقوف من أبرز معالم الناحية.